# مولتاني لوهار
مولتاني لوهار، هو مجتمع مسلم يقطن في ولاية كجرات في الهند.

## التاريخ والأصل
يدعي مجتمع مولتاني أن أصلهم يعود إلى الراجبوتيون الذين اعتنقوا إسلام. كانو في السابق يستقرون في مدينة مولتان. وجلبو إلى جودبور من قبل حاكمها لتصنيع المدافع. ومع مرور الوقت هاجر المولتانيون إلى ولاية كجرات.

## الظروف الحالية
كانت مهنة التقليدية لمجتمع مولتاني هي الحدادة، ولكن كما هو الحال مع المهن الحرفية الأخرى، شهدة انخفاضًا في ممارستها التقليدية. وكثيرون الآن يكسبون معيشتهم كعمال. مثلها مثل المجموعات الإسلامية الكجراتية الأخرى. كما تمتلك جماعة مولتاني لوهار جامات مجلسًا لطائفة، وهو مسؤول عن رفاهية المجتمع، كما أنهم يمارسون تقليد غوتر إكسو غامي (هو تقليد هندوسي خاص بزواج)، ومولتانيون هم مجتمع غامض تمامًا، جميع عشائر المولتاني متساوون في المراكز والزواج.